# Пожар в Манисе

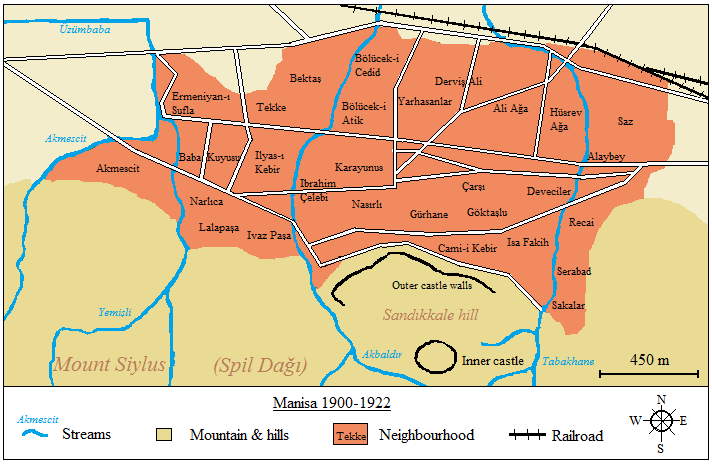
План города Маниса в 1922 году.

Пожар в Манисе (тур. Manisa yangını) — сожжение города Маниса отступающей греческой армией во время греко-турецкой войны (1919-1922). Пожар начался в ночь на вторник 5 сентября и продолжался до 8 сентября 1922 года. В результате пожара 90% зданий в городе было разрушено. Консул США Джеймс Лодер Парк оценил количество жертв в городе и прилегающем районе в несколько тысяч. Турецкие источники утверждают, что из-за огня и массовых убийств погибло 4355 человек.

## Предыстория
Маниса - небольшой город в Западной Анатолии у северной стороны горы Сипил, который стал частью Османской империи в 15 веке. Во время османского владычества городом правили несколько князей (называвшихся Шехзаде ), поэтому он также известен как «город князей» (ehzadeler şehri). Многие образцы османской архитектуры были построены в течение следующих нескольких столетий, например, мечеть Мурадие, спроектированная известным архитектором Мимаром Синаном в 1586 году и построенная для Мурада III.
К 19 веку Маниса был одним из крупнейших городов в Эгейском регионе Анатолии и его население до пожара, по оценкам, составляло от 35 000 до 50 000 человек. Маниса имела религиозно и этнически разнообразное население, состоящее из мусульман, христиан и евреев, но мусульмане были самой большой группой. В 19 веке увеличилось количество других групп, в первую очередь греков. В 1865 году население города оценивалось британцами в 40 000 человек с меньшинствами в 5 000 греков, 2 000 армян и 2 000 евреев. В 1898 году османский лингвист Сами Бей оценил численность населения в 36 252, из которых 21 000 были мусульманами, 10 400 греками и 2 000 армянами.
После Первой мировой войны и согласно 7-й статье Мудросского перемирия между Антантой и потерпевшей поражение Османской империей, союзники имели право на оккупацию любого города или региона имеющего стратегическое значение. На Смирну претендовала Италия, которая после победы в итало-турецкой войне 1912 года контролировала юго-запад Малой Азии. Её войска уже находились южнее Измира. Чтобы ограничить амбиции Италии, союзники приняли решение предоставить оккупацию региона Измира Греции. Судьбу самого региона предполагалось решить через пять лет на референдуме населения не исключая вероятности включения территории в состав Греции.
Хотя речь шла о временной оккупации региона, Греция рассматривала событие как начало освобождения древних греческих земель Ионии и её коренного греческого населения. Отражая этот исторический факт, английский историк Дуглас Дакин именует последовавший Малоазийский поход греческой армии «Четвёртой Освободительной войной Греции».

В соответствии с этим планом греческие войска (при поддержке союзников) высадились в Смирне 15 мая 1919 года, а Маниса была оккупирована 26 мая без вооруженного сопротивления. Во время оккупации, продолжавшейся более трех лет, местные турки жаловались на плохое обращение:
Город можно было покинуть только с разрешением солдат. Во время оккупации было немало убийств, изнасилований, краж и осквернений мусульманских мечетей и кладбищ греками. Некоторые турецкие деревни вокруг города были сожжены (25 июня 1919 года деревня Чин Обасы была сожжена, а мужчины убиты) или разграблены (24-25 июля 1919 года, Девели, Колдере, Мютевелли, Кумкуючак, Черкесенице, в январе 1920 года, Кечили).
Во время греко-турецкой войны, последовавшей за высадкой греческой армии, зверства совершали как турки, так и греки.

## Пожар
Турецкое наступление началось в августе 1922 года и греческая армия отступила к Смирне и побережью Эгейского моря. Во время отступления она и местные греки нередко сжигали города и деревни, а также совершали зверства по пути. Города к востоку от Манисы, такие как Алашехир, Тургутлу и Салихли, были сожжены. За несколько дней до фактического пожара в Манисе ходили слухи, что город может разделить ту же участь. Турецкие источники утверждают, что греческое и армянское население получили разрешение уйти от греческой армии и уже покинули этот район до пожара. Другие источники подтверждают, что христиане бежали до турецкого наступления. Турецкие источники утверждают, что местным туркам и мусульманам было приказано оставаться в своих домах и что в большинстве случаев они вынуждены были оставаться до того дня, когда начался пожар.
Согласно турецким источникам, значительное число поджигателей были местными греками и армянами (особенно армянскими беженцами из Киликии, которые очень враждебно были настроены по отношению к туркам). Ночью вторника 5 сентября и утром 6 сентября начались пожары в коммерческом районе Чарши, сопровождавшиеся грабежами, и в различных других местах. Многие оставили свои дома и спаслись бегством в горы и холмы. Во время этого хаоса некоторые люди были убиты греками или сожжены. Население несколько дней пряталось в горах. Тем временем турецкая армия продолжала быстрое продвижение и, после непродолжительных боев с оставшимися греческими войсками, 8 сентября взяла под свой контроль остатки города. К тому времени большая часть города уже была разрушена.

Гюльфем Каатчилар Ирем, будучи маленькой девочкой, была свидетельницей пожара и вспоминает, как она бежала в горы со своей семьей:
Ускользнув от ополченцев ближе к рассвету, мы взобрались на высохшее русло ручья, чтобы спрятаться в холмах. Пока мы поднимались, город горел, мы были освещены его светом и согреты его жаром. Он горел три дня и три ночи. Я видела, как оконные стекла домов взорвались, как бомбы. Мешки с виноградом слиплись, пузырились, как варенье. Мертвые коровы и лошади с поднятыми ногами. Древние деревья рухнули, их корни горели, как бревна. Я этого не забыла. Жара, голод, страх, запах. Через три дня мы увидели, как в долине внизу поднимается пыль. Турецкие солдаты на лошадях; мы думали, что это греки, пришедшие убить нас в холмах. Я помню трех солдат с зеленым и красным флагами. Люди целовали копыта своих лошадей, крича: «Наши спасители пришли».

## Последствия

### Масштабы повреждений в городе
Турецкое правительство создало комиссию под названием «комитет по злодеяниям» (Tetkik-i Mezalim или Tetkik-i Fecayi Heyeti) для исследования и документирования событий. Турецкая писательница Халиде Эдип видела город после пожара, как и Генри Франклин-Буйон , представитель французского правительства, который заявил, что из 11 000 домов в городе Магнезия (Маниса) осталось только 1 000. Патрик Кинросс писал: «Из восемнадцати тысяч зданий в историческом священном городе Маниса осталось только пятьсот». Общий экономический ущерб составил более пятидесяти миллионов лир (в современной стоимости). Некоторые из пленных греческих солдат были задействованы в реконструкции, например, при восстановлении разрушенной мечети Каракёй.
Лодер Парк, который посетил большую часть разрушенного района сразу после греческой эвакуации, описал ситуацию, которую он видел, следующим образом:
1. Разрушение городов, посещенных нами, было проведено греками.
2. Процент разрушенных зданий в каждом из последних четырех упомянутых городов: Маниса — 90 процентов, Кассаба ( Тургутлу ) — 90 процентов, Алашехир — 70 процентов, Салихли — 65 процентов.
3. Сожжение этих городов не было случайным, а было хорошо спланировано и тщательно организовано.

4. Было много случаев насилия. Без полных данных, которые было невозможно получить, можно с уверенностью предположить, что зверства исчислялись тысячами в четырех городах. Они включали все три обычных типа таких злодеяний, а именно: убийство, пытки и изнасилование. Кассаба (современный Тургутлу) был городом с 40 000 душ, 3 000 из которых были немусульманами. Из этих 37 000 турок только 6000 можно было причислить к числу живых, в то время как 1000 турок, как известно, были застрелены или сожжены.

### Человеческие потери
Общее количество пострадавших при пожаре неизвестно. По оценкам турецких источников, в результате пожара погибли 3500 человек и 855 человек были застрелены. Можно сравнить с несколькими близлежащими городами, которые также были сожжены отступающими греками. По оценкам, 3 000 человек погибли в Алашехире и 1 000 в Тургутлу. Учитывая, что пожар в Манисе привлёк наибольшее внимание, число 4355 кажется вполне реалистичным. Число раненых также неизвестно. Турецкие источники утверждают, что греки изнасиловали и похитили триста девушек. Несколько пленных греческих солдат были линчеваны турецкими женщинами, которых они изнасиловали.
Отступление греков сопровождалось грабежами, многие люди потеряли свое имущество из-за огня. Какое-то время они жили среди руин своих домов или собирались вместе в уцелевших зданиях.

### В турецкой литературе
Это событие упоминается в работе турецкого журналиста Фалиха Рифки Атая. Турецкий поэт Ильхан Берк был маленьким ребенком, жившим в районе Девечилер во время пожара и бежал в горы со своей семьей. Его старшая сестра сгорела в их доме. Он написал, что никогда не сможет забыть полет в горы, а также другие детские воспоминания о событиях в своем произведении «Узун Бир Адам». Историк Камил Су также был свидетелем пожара, будучи 13-летним подростком, живущим в районе Алайбей. Утром 6 сентября он с семьей бежал в горы. Когда он вернулся в свой район, он обнаружил трупы на улицах и большинство зданий, разрушенных до основания, только стены исторической мечети Айдын все еще стояли; труп неизвестного мужчины лежал на улице перед домом Су. Позже он написал книгу «Manisa ve Yöresinde İşgal Acıları» о греческой оккупации и пожаре. Также свидетелем состояния города после пожара была турецкая писательница Халиде Эдип, которая написала об этом, как о части политики выжженной земли греческой армии при отступлении и зверств греков на Западном фронте турецкой войны за независимость в книге «Турецкие испытания».